# Université de l'Ouest du Michigan
L'université de l'Ouest du Michigan (en anglais, Western Michigan University) est une université publique américaine fondée en 1903, située à Kalamazoo dans le Michigan.